# Åke Hermanson
Åke Oskar Verner Hermanson, född 16 juni 1923 i Mollösund, Bohuslän, död 8 augusti 1996 i Stockholm, var en svensk tonsättare.
Han skrev bland annat fyra symfonier 1969–1984. Han tonsatte även dikter av Ebba Lindqvist, Anna Greta Wide, Pär Lagerkvist och Karl Vennberg.
Hermanson arbetade som springpojke, brevbärare och krogpianist före debuten som tonsättare år 1951.
År 2007 gavs samlingsboxen Alarme, med ett stort urval av Hermansons verk, ut.
Åke Hermanson är begravd på Skogskyrkogården i Stockholm.

## Priser och utmärkelser
- 1970 – Stora Christ Johnson-priset för Symfoni nr 1
- 1973 – Ledamot nr 779 av Kungliga Musikaliska Akademien
- 1984 – Litteris et Artibus
- 1986 – Rosenbergpriset

## Verk (urval)[5]
- Preludium och fuga för orgel, op. 1 (1951/1965)
- Lyrisk metamorfos för stråkkvartett, op. 2 (1954–57)
- A due voci för altflöjt och viola, op. 3 (1957–58)
- Invoco för stråkorkester, op. 4 (1958–60)
- Stadier för sopran, flöjt, basklarinett, viola och slagverk, op. 5 (1960–61)
- Suoni d'un flauto för altflöjt, op. 6 (1961)
- In nuce för orkester, op. 7 (1962–63)
- Bohuslänsk klagovisa (Nenia Bahusiensis) för 3-stämmig damkör, op. 8 (1963)
- Symfoni nr 1 för orkester, op. 9 (1964–67)
- Appell I–IV för orkester, op. 10 (1968–69)
- Alarme för horn, op. 11 (1969)
- In sono för flöjt, oboe/engelskt horn, viola, cello, op. 12 (1970)
- Ultima för orkester, op. 13 (1971–72)
- Två Lagerkvistsånger för sopran och piano, op. 14 (1971–81)
- Symfoni nr 2 för orkester, op. 15 (1973–75)
- Flauto d'inverno för basflöjt i C, op. 16 (1976)
- Ars linae för trombon, flöjt, oboe, klarinett, fagott och horn, op. 17 (1976)
- Mässa för måsar för blandad kör, op. 18 (1976)
- Flauto del sole för flauto grande, op. 19 (1978)
- Utopia för orkester, op. 20 (1977–78)
- Symfoni nr 3 för orkester, op. 21 (1979–80)
- La strada för horn och orgel, op. 22 (1980)
- Quartetto d'archi no 2 för stråkkvartett, op. 23 (1982–83)
- Somliga stränder för 16 vokalister och flöjt, op. 24 (1982)
- Symfoni nr 4, Oceanus för orkester, op. 25 (1981–84)
- Nature theme för oboe, op. 26 (1983)
- Inscrit pour le piano, op. 27 (1984)
- Flöjtkonsert, Flauto Universale, op. 28 (ofullbordad)
- Rockall, urtidsversion i nutid för 2 horn, trombon, tuba, slagverk, op. 29 (1984)
- Symfoni nr 5, Universale, op. 30 (ofullbordad)
- Hymn till Saltö för cello, op. 31 (1985)